# Mallorca Summer Cup
La Mallorca Summer Cup, va ser una competició organitzada l'any 2008 per Multimedia Sport i el Reial Mallorca. Hi participaren quatre equips, el RCD Mallorca, l'Hertha Berliner Sport-Club, el Newcastle United Football Club i el Hannoverscher Sportverein von 1896. El sistema de puntuació atorgava:
- 3 punts per partit guanyat.
- 1 punt per empat.
- 1 punt per gol marcat.
- En cas d'empat en la segona jornada es realitzarien penaltis.

El RCD Mallorca resultà guanyador de la competició.

## Historial
| Any  | Edició | Campió       | Equips participants                                                                                | Resultat |
| ---- | ------ | ------------ | -------------------------------------------------------------------------------------------------- | --- |
| 2008 | 1a     | RCD Mallorca | RCD Mallorca · Hertha Berliner Sport Club de Berlin · Newcastle United Football Club · Hannover 96 | Newcastle Utd 0 - Hertha Berlin 1 RCD Mallorca 4 - Hannover 96 2 Hertha Berlin 1 - Hannover 96 3 RCD Mallorca 1 - Newcastle Utd 0 |